# Triaenodes virgulus
Triaenodes virgulus là một loài Trichoptera trong họ Leptoceridae. Chúng phân bố ở miền Australasia.